# هنري غراي تورنر
هنري غراي تورنر (بالإنجليزية: Henry Gray Turner) هو قاضي ومحامي وسياسي أمريكي، ولد في 20 مارس 1839 في هندرسون في الولايات المتحدة، وتوفي في 9 يونيو 1904 في رالي في الولايات المتحدة. حزبياً، نشط في الحزب الديمقراطي. وقد انتخب عضو مجلس نواب جورجيا وانتخب عضو مجلس النواب الأمريكي.